# شعب الدالي (الحديدة)

تعديل مصدري - تعديل

شعب الدالي هي إحدى قرى مديرية الجراحي، التابعة لمحافظة الحديدة اليمنية، بلغ تعداد سكانها 2119 نسمة حسب الإحصاء الذي أجري عام 2004.